# Ptitsjka

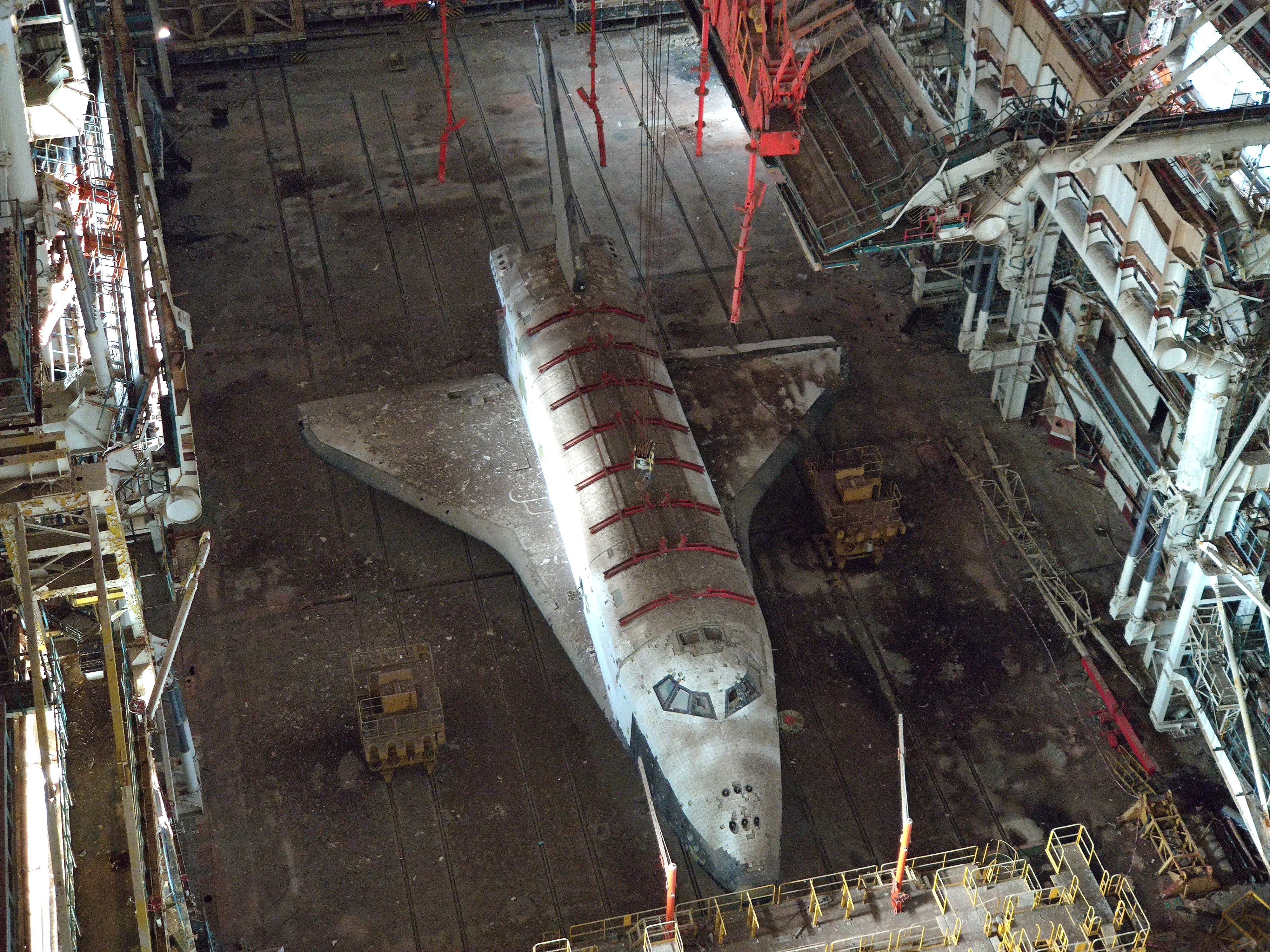
OK-1.02 opgeslagen op de Baikonoer Kosmodroom in 2020.

Ptitsjka (Russisch: Птичка, "klein vogeltje"), is een officieuze naam voor het tweede Sovjetruimteveer, dat deze naam zou dragen zodra het klaar was. Dit ruimteveer onderscheidt zich van de andere vooral door het roodgekleurde metalen frame op de laaddeuren.
De bouw van dit tweede ruimteveer begon in 1988. Het was het uitgebreidste ontwerp van alle ruimteveren die na de Boeran gebouwd moesten worden, maar werd nooit afgemaakt. Het project werd in 1993 officieel stopgezet vanwege het uiteenvallen van de Sovjet-Unie en het daardoor ontstane geldtekort in het project. In augustus 1995, werd de Ptitsjka verplaatst naar het MZK-gebouw (Russisch: МЗК, Монтажно-Заправочный Комплекс, "montage- en vulcomplex") in Kazachstan in het Kosmodroom van Bajkonoer.